# Hayashi (Klan, Jōzai)

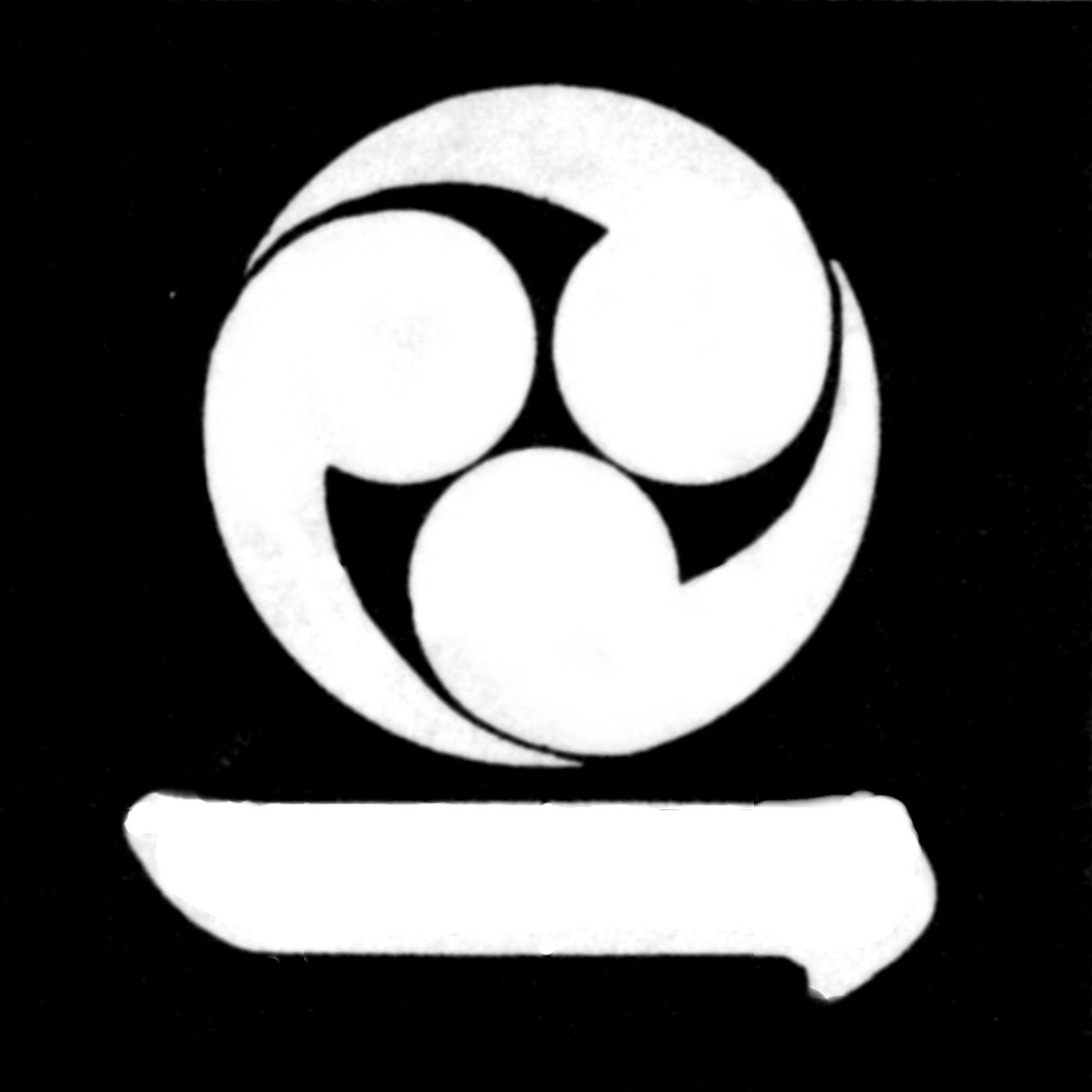
Wappen der Hayashi (Tomoe und Zeichen „Eins“)

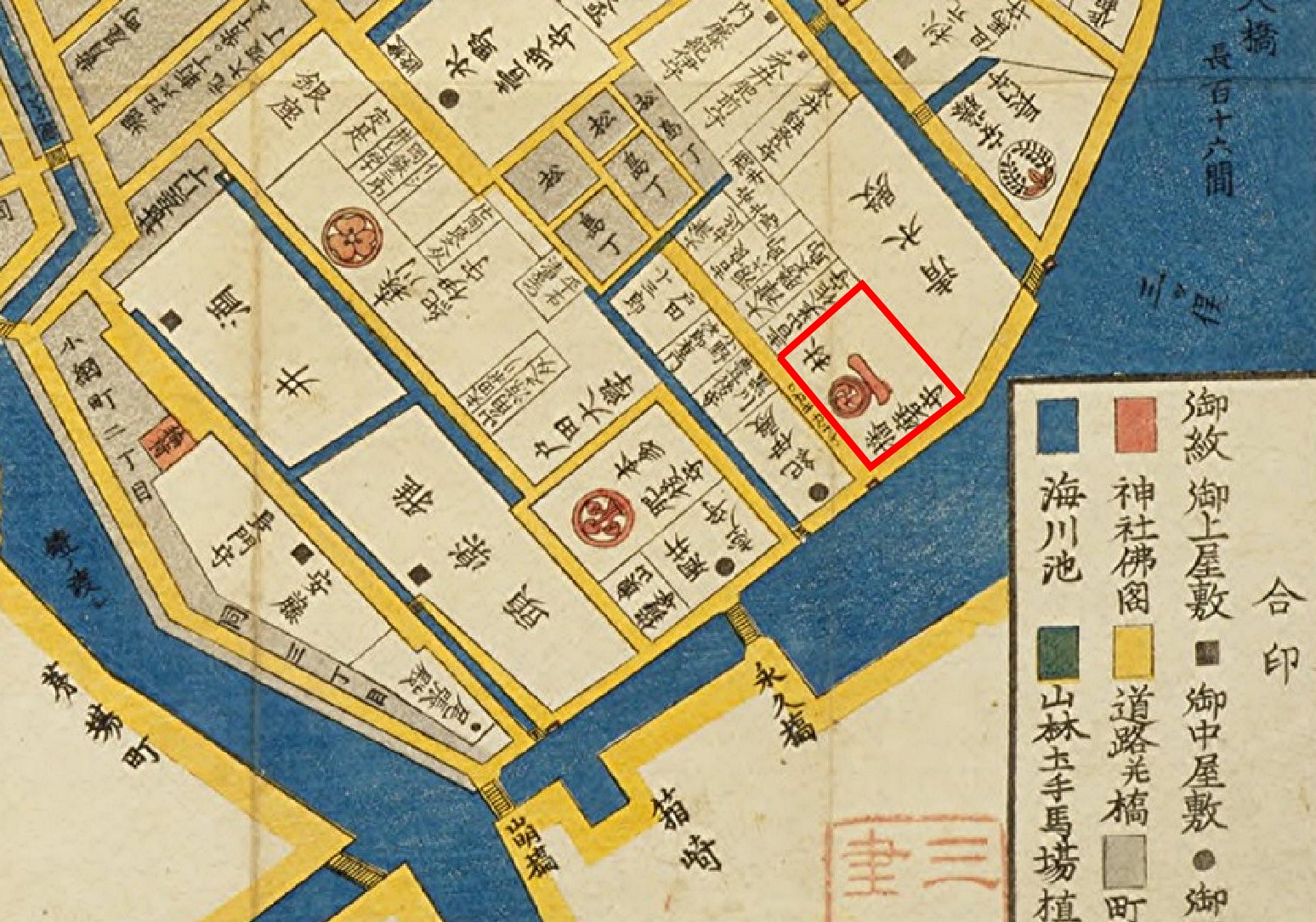
Residenz Hayashi in Edo

Die Hayashi (japanisch 林氏, Hayashi-shi) stiegen erst im 19. Jahrhundert zu Daimyō auf. Mit einem Einkommen von 10.000 Koku gehörten die zuletzt in Jōzai residierenden Hayashi zu den kleinen Fudai-Daimyō der Edo-Zeit.

## Geschichte
Im Jahr 1825 stieg Hayashi Tadafusa (忠英) aus dem Hatamoto-Stand im Shogunat zum Wakatoshiyori auf. Dadurch erhöhte sich sein Einkommen um 7.000 Koku auf 10.000, und er wurde Daimyō. Tadafusa erhielt ein kleins Lehen in Kaibuchi (海淵) in der Provinz Kazusa, baute sich dort ein Festes Haus (jinya) und nannte sein Lehen Kaibuchi-han. Sein zweiter Sohn Tadaakira (忠旭) übernahm 1841 das Lehen, verlegte seinen Sitz 1850 nach Jōzai (請西) und änderte den Namen des Lehens in Jōzai-han. 1856 folgte auf Tadaakira sein jüngerer Bruder Tadayohi.
- Tadataka (忠崇; 1848–1941), sechster Sohn Tadayoshis, wurde 1867  Nachfolger und letzter Daimyō. Tadataka kämpfte im Boshin-Krieg auf der Tokugawa-Seite, schloss sich Enomoto Takeaki an, ergab sich schließlich in Sendai. 1872 wurde er nach Internierung freigelassen, führte dann den Titel Vizegraf. Als 1937 Asano Nagakoto, vormals Daimyō von Hiroshima, starb, war Tadataka der letzte überlebende Daimyō der Edo-Zeit.